# Willy Favre
Willy Favre (* 24. September 1943 in Les Diablerets; † 19. Dezember 1986) war ein Schweizer Skirennfahrer.
Sein grösster Erfolg war der Gewinn der Riesenslalom-Silbermedaille bei den Olympischen Winterspielen 1968 in Grenoble. Vier Jahre zuvor wurde er bei den Olympischen Winterspielen 1964 in Innsbruck Vierter im Riesenslalom und in der Kombination.
Bei den Weltmeisterschaften 1966 im chilenischen Portillo erreichte er Platz 5 in der Kombination und Platz 6 im Riesenslalom. Favres bestes Ergebnis im seit 1967 ausgetragenen Skiweltcup ist ein zweiter Platz, erzielt am 9. Januar 1967 beim Riesenslalom in Adelboden. Im selben Jahr wurde er Schweizer Meister in der Kombination.